# Paul Brigham

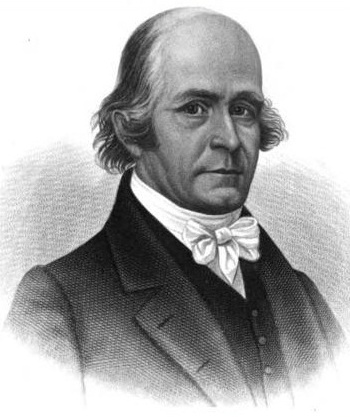
Paul Brigham

Paul Andrew Brigham (* 17. Januar 1746 in Coventry, Colony of Connecticut; † 15. Juni 1824 in Norwich, Vermont) war ein britisch-amerikanischer Jurist und Politiker. 1797 amtierte er kurzzeitig als Gouverneur des Bundesstaates Vermont.

## Leben
Der in Connecticut geborene Paul Brigham diente wie die meisten Amerikaner seiner Generation in der Kontinentalarmee während der Amerikanischen Revolution, wo er es vom Captain des 8. Connecticut-Regiments und als Teilnehmer des Eides von Valley Forge bis zum Rang eines Major General brachte. Am 6. Oktober 1768 heiratete er Lydia Sawyer in der First Congregational Church in Coventry. Im Verlauf der Kriegszüge hatte er den Nachbarstaat Vermont kennen und schätzen gelernt und ließ sich daraufhin Mai 1781 bzw. 1782 in Norwich nieder.
Bald darauf gehörte Brigham zur prominenten Oberschicht des Staates, indem er dessen Interessen sowohl auf lokaler wie bundesstaatlicher Ebene vertrat. Als Vertreter Norwichs saß er im Repräsentantenhaus von Vermont, nahm an den Verfassungsberatungen des Bundesstaates teil und fungierte als oberster Richter des Windsor County (1801).
Zum ersten Mal wurde er 1792 in den Gouverneursrat gewählt. Diesen Sitz hatte er bis 1796 inne, als er zum Vizegouverneur ernannt wurde. Bemerkenswerterweise blieb Brigham ungeachtet aller politischen Veränderungen bis 1813 im Amt. In jenem Jahr hatte er zwar mit 49 % der Stimmen die Mehrheit der Stimmen auf sich vereinigt, aber sein Gegenkandidat William Chamberlain, der zu den Föderalisten gezählt wurde, erzielte immerhin 48 Prozent. Daraufhin überließ man die Entscheidung der Legislative, die Chamberlain einsetzte. Zwei Jahre später kehrte Brigham in dieses Amt erneut zurück, um es bis 1820 auszuüben.
1797 kam er jedoch mehr unfreiwillig zu höheren politischen Ehren. Da Thomas Chittenden überraschend verstorben war, rückte Brigham nach und vertrat Vermont als Gouverneur für fast zwei Monate (25. August – 16. Oktober) bis zur Inauguration von Isaac Tichenor. Außerdem fungierte er als Wahlmann bei der Präsidentschaftswahl von 1792.
Brigham starb in Norwich am 15. Juni 1824 im Alter von 78 Jahren. Er hinterließ seine Tochter Lydia Brigham Lathrop (verheiratet mit Joseph Lathrop) aus seiner Ehe mit Lydia Sawyer.